# Prevoje
Prevoje – wieś w Słowenii, w gminie Lukovica. W 2018 roku liczyła 23 mieszkańców.